# Дејвид Силвијан
Дејвид Силвијан (енгл. David Sylvian, право име Дејвид Алан Бат – енгл. David Alan Batt; 23. фебруара 1958. године у Бекенхаму у Кенту у Уједињеном Краљевству) је енглески певач, музичар и композитор који је постао познат прво као певач и главни текстописац групе . Његова каснија соло каријера показује утицаје многих музичких стилова и жанрова, укључујући и џез, авангардне, амбијенталне и електронске музике и прогресивног рока.

## Дискографија

### Са групом
- (март 1978) Adolescent Sex
- (октобар 1978) Obscure Alternatives
- (децембар 1979) Quiet Life
- (новембар 1980) Gentlemen Take Polaroids
- (септембар 1981) Assemblage - компилација
- (новембар 1981) Tin Drum
- (јун 1983) Oil On Canvas - живи албум
- (јул 1984) Exorcising Ghosts - компилација
- (април 1991) Rain Tree Crow - иста поставка као и група
- (2006) The Very Best of Japan - компилација

### Соло каријера и сарадње
- (1984) Brilliant Trees
- (1985) Alchemy: An Index of Possibilities
- (1986) Gone to Earth
- (1987) Secrets of the Beehive
- (1988) Plight and Premonition - са Холгером Цукајом (Holger Czukay)
- (1989) Flux and Mutability - са Холгером Цукајом
- (1989) Weatherbox
- (1991) Ember Glance : The Permanence Of Memory - са Раселом Милсом (Russell Mills)
- (1991) Rain Tree Crow - са Стивом Џенсеном (Steve Jansen), Ричардом Барбијеријем (Richard Barbieri) и Миком Карном (Mick Karn)
- (1993) The First Day - са Робертом Фрипом (Robert Fripp)
- (1994) Damage: Live - са Робертом Фрипом - реиздато 2001.
- (1999) Dead Bees on a Cake
- (1999) Approaching Silence
- (2000) Everything and Nothing
- (2002) Camphor
- (2003) Blemish
- (2005) The Good Son vs. The Only Daughter - Blemish ремикси
- (2005) Snow Borne Sorrow од Nine Horses - са Стивом Џенсеном и Бернтом Фридманом (Burnt Friedman)
- (2007) Money For All од Nine Horses - са Стивом Џенсеном и Бернтом Фридманом
- (2007) When Loud Weather Buffeted Naoshima